# 제2대 랭커스터 백작 토머스 플랜태저넷

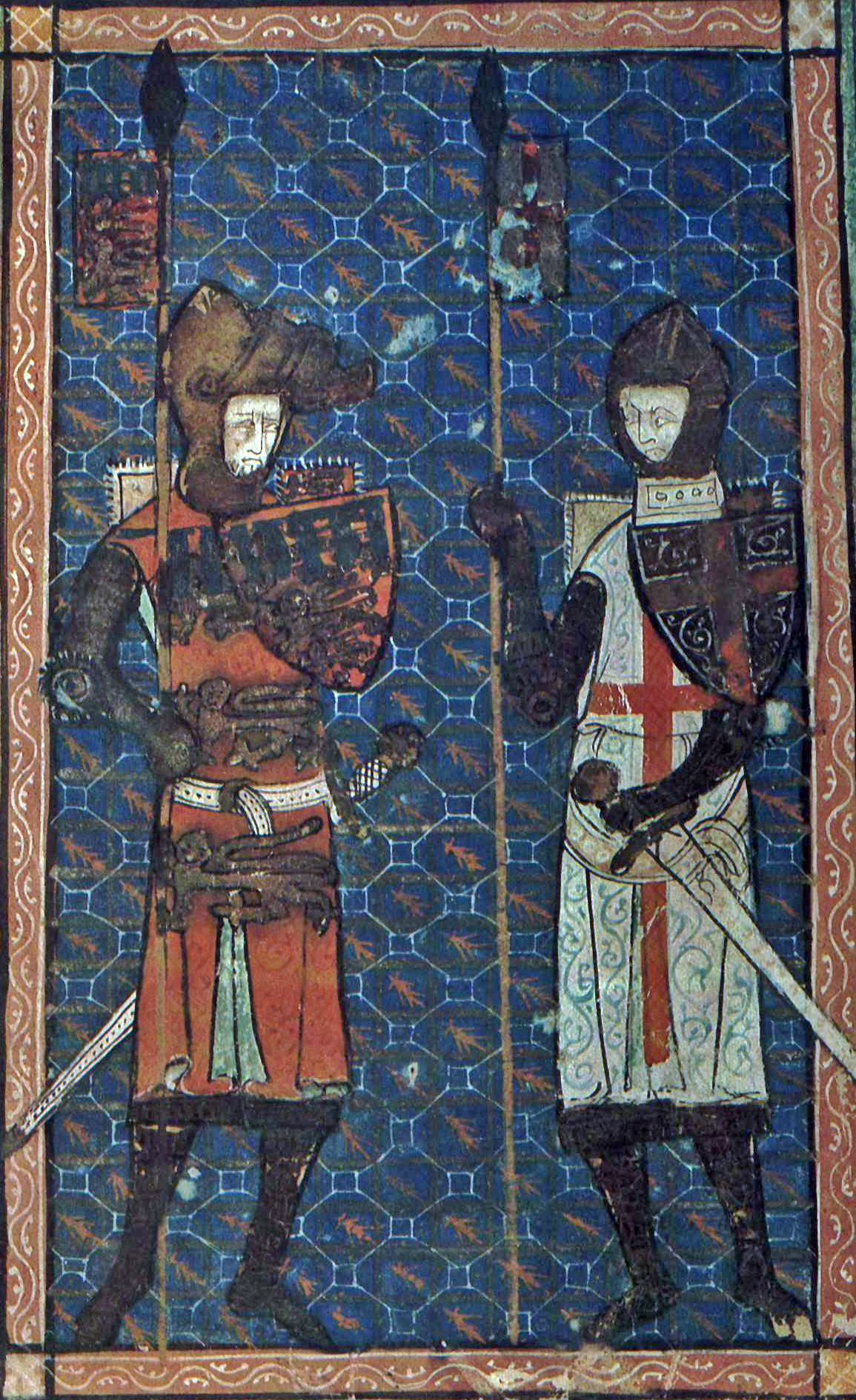
토마스와 성 조지

랭카스터의 토마스 플랜태저넷(Thomas Plantagenet, 2nd Earl of Lancaster, 1278년 ~ 1322년 5월 22일)은 영국의 왕족 출신 귀족으로 헨리 3세의 손자이자 초대 랭카스터 백작에 봉해진 곱사등이 에드먼드의 아들이었다. 사촌인 에드워드 2세의 반대파 귀족이기도 했다.
초대 랭카스터 백작에 봉해진 곱사등이 에드먼드와 나바라 왕국의 헨리케 1세의 미망인인 블랑슈 다르투아의 아들이었다. 아버지 에드먼드에게서 랭카스터 백작위와 래스터, 프레어와 더비의 백작 작위를 물려받았다. 3대 링컨 백작 헨리 레이시의 딸 앨리스 레이시와 결혼하였으나 자식이 없었고, 두명의 사생아 아들이 있었다 한다. 그는 아내 앨리스 드 레이스와 원만하지 못했고 가출 끝에 이혼한다.
에드워드 2세의 즉위 후 왕실에 반대하는 파벌에 가담하였다가 1318년 작위를 박탈당했다. 1321년 다시 왕 에드워드 2세에 저항하여 군사를 일으켰으나 실패하고 그는 포로로 잡혔다. 1322년 참수되었다. 그의 시신 일부는 1885년에 영국 콜체스터의 식스에서 상자 속에 든 채로 발견되었다.

## 참고 자료
- Given-Wilson, C. (1994년 6월). “Richard II, Edward II, and the Lancastrian Inheritance”. 《The English Historical Review》 109 (432): 553–571. doi:10.1093/ehr/CIX.432.553.
- Maddicott, J. R. (1970). 《Thomas of Lancaster, 1307–1322: A study in the reign of Edward II》. Oxford: Oxford University Press. ISBN 978-0-19-821837-1.
- Mortimer, Ian (2003). 《The Greatest Traitor》. ISBN 978-0-224-06249-7.